# Hälsingborgs högre allmänna läroverk för gossar
Hälsingborgs högre allmänna läroverk för gossar var ett läroverk i Helsingborg som verkade från 1858, med ursprung från medeltiden. Skolan bytte 1964 namn till Nicolaiskolan och sista avgångsexamen av den äldre formen skedde 1968.

## Historia
Skolan har sitt ursprung i en stadsskola som fanns i närheten av Mariakyrkan och hade varit i bruk i olika former sedan medeltiden. 1858 ombildades skolan till ett (högre) elementarläroverk som 1879 benämndes högre allmänt läroverk. Efter att Hälsingborgs högre allmänna läroverk för flickor inrättades i Helsingborg 1929 ändrades skolans namn 1931 till Hälsingborgs högre allmänna läroverk för gossar.
År 1963 blev skolan samgymnasium, vilket öppnade skolan för kvinnliga elever och 1964 bytte skolan namn till Nicolaiskolan.
Studentexamen gavs från 1867 till 1968 och realexamen från 1907 till 1967.

## Skolbyggnader
Helsingborgs tillväxt under 1800-talets andra hälft medförde ett allt större behov för lokaler för högre utbildningar. Redan i slutet av 1850-talet hade den år 1845 invigda skolan på Södra Storgatan blivit för liten, vilket ledde till att en ny läroverksbyggnad uppfördes på landborgsbranten ovanför den gamla skolan 1862–1863. Även det nya läroverket blev snart för trångt, trots att det byggdes ut 1880, och flera utbyggnadsplaner diskuterades under 1880-talet. 1895 påbörjades den nya skolbyggnaden, numera kalla Gossläroverket, ritad av Alfred Hellerström. I det gamla läroverket startade år 1904 Handelsgymnasiet under namnet "Helsingborgs högre handelsinstitut".